# 赫尔穆特·瓦尔哈
赫尔穆特·瓦尔哈（德語：Helmut Walcha，1907年10月27日—1991年8月11日），德国管风琴家，羽管键琴家，音乐教师，作曲家。瓦尔哈在其16岁的时候就完全失明了，但他却是演奏德国和荷兰的巴洛克风格音乐的大师。并且，他把约翰·塞巴斯蒂安·巴赫的所有为管风琴和羽管键琴而写的音乐作品都背了下来，并录制了巴赫的管风琴作品全集。

## 生平

### 少年失明
瓦尔哈的父亲名叫埃米尔·瓦尔哈（Emil Walcha），是当地的一个邮局的局长，母亲名叫安娜·费肯（Anna Ficken）。瓦尔哈于1908年接种了天花疫苗，因为后遗症而使得视力非常衰弱。但他的父母不久发现他的视力还未完全丧失，因此让他进入了小学。在他父母的熏陶下，他非常喜爱音乐，并由他的姐姐教他认识乐谱。瓦尔哈曾意外的听到了巴赫的F大调创意曲（BWV 779），并因此喜欢上了管风琴，并开始在他家附近的教堂进行练习。虽然他的父母认为应该让他进入音乐学院学习，但瓦尔哈自己更喜欢单纯的演奏。
瓦尔哈12岁的时候为莱比锡布商大厦管弦乐团的贝斯手Feintheizen演奏过管风琴。瓦尔哈的演奏给Feintheizen留下了很深的印象，所以为瓦尔哈和当时莱比锡布商大厦管弦乐团的指挥阿尔图·尼基什（1855年–1922年）安排了一次会面。尼基什认为瓦尔哈非常有音乐天赋，并督促他接受正规的音乐教育。Feintheizen教授了瓦尔哈一年的钢琴演奏。
1922年，瓦尔哈进入了莱比锡音乐学院，师从巴赫音乐的权威冈瑟·拉明。冈瑟·拉明对瓦尔哈进行了全面的音乐教育，使得他在的钢琴、管风琴和音乐理论等方面都有长足的进步。但是慢性角膜炎再度侵蚀了他本就虚弱的眼睛，手术也未能挽救他的视力。因此，在他16岁（1923年）的时候，他完全失明了。

### 巴赫的权威
瓦尔哈在圣安德烈教堂（St. André Church）进行了他的首演，并受到获得了很好的评价。1926年，他作为Ramin的助手成为了圣多马教堂的候补管风琴师。1927年，瓦尔哈作为莱比锡音乐学院的“最优秀学生”（summa cum laude）毕业。同年，他进入莱比锡室内乐研究中心。1929年被推选为法兰克福和平教堂管风琴手。1933年他被选为法兰克福音乐学院（Hochschule für Musik Frankfurt）教师。音乐学院1938年国有化后他成为了基督教音乐部的教授。次年（1939年），瓦尔哈和乌尔苏拉·科赫（Ursula Koch）结婚。第二次世界大战尾声时瓦尔哈短暂性地暂停了音乐活动，并在1946年重新出现在音乐会中，同时进入法兰克福的三皇教堂（Dreikönigskirche），每星期在那里进行普通演奏和即兴演奏。1947年，在他的努力下，二战后新造的管风琴被安装到了法兰克福大学（全名为约翰·沃夫冈·歌德-美茵河畔法兰克福大学）另外还在此讲解巴赫的165首管风琴音乐。他一系列的杰出贡献令法兰克福成为了巴赫音乐演奏的中心。

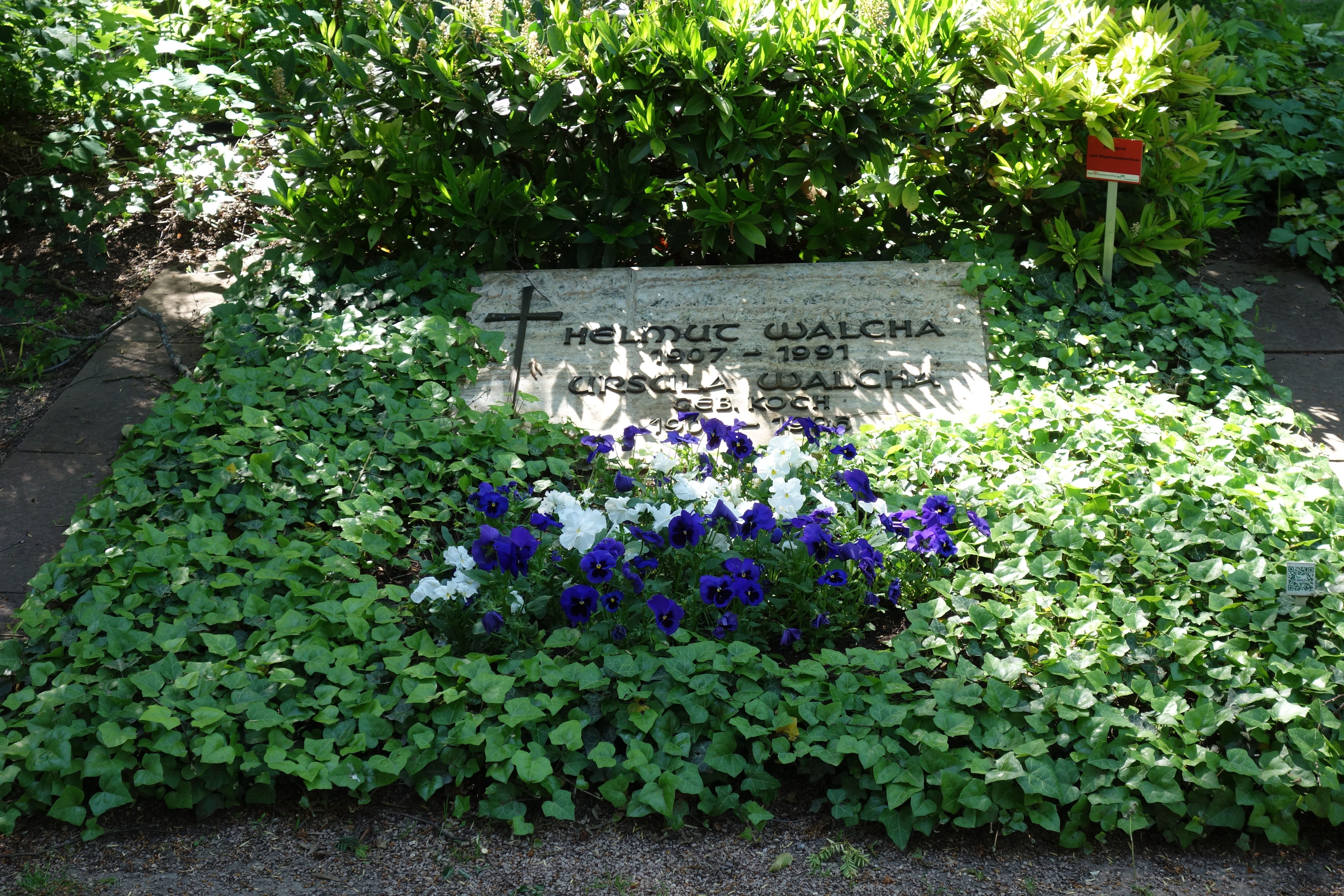
瓦尔哈之墓

1947年，瓦尔哈使用吕贝克圣雅可比教堂（St. Jakobi Church）的小管风琴为Archiv Produktion录制巴赫的音乐作品。他为EMI和Archiv Produktion公司的录音使他在全世界开始闻名。1950年，他参加了在哥廷根举办的为纪念巴赫逝世200周年的音乐节上。同时，他也教授来自世界各地的音乐爱好者。为了纪念他对音乐做出的巨大贡献，法兰克福大学授予了瓦尔哈歌德奖章。1977年，由于健康恶化，瓦尔哈选择了退休，并于1991年结束了他的生命。

## 失明的管风琴家
瓦尔哈主要演奏巴洛克时期的音乐，包括斯韦林克、布克斯特胡德、帕赫贝尔、巴赫以及亨德尔的作品。几乎所有他演奏的作品都是在他失明后学得的。为了能够将乐谱记忆下来，两位女性功不可没，她们是瓦尔哈的母亲和他的妻子。在瓦尔哈记忆乐谱时，她们为他一遍又一遍的在钢琴上演奏乐谱的每一个声部，然后瓦尔哈把每个声部都记下来，并把各个声部“在脑中合成同步起来”。瓦尔哈在25岁时便决定把巴赫的所有作品都背下来，这项工作花了他15年的时间。然而，他通过这种比任何人更彻底的练习，以及他丰富的经验，造就了他那富有独特风格的音乐。随着他年龄的增长，他的音乐也变得越来越温暖，越来越复杂，越来越优美。

## 作品

### 巴赫管风琴全集
瓦尔哈一生一共录制了2次巴赫管风琴全集，第一次是单声道录音，第二次是立体声录音。为了纪念巴赫逝世200周年，瓦尔哈决定使用历史乐器录制巴赫的管风琴全集。但是，这一计划曾不断的因为录音技术的发展（从早期的黑胶唱片，到单声道录音，再到立体声录音）而被打断。完成这一计划所需要管风琴师不仅要是一位优秀的音乐家，更要是一位能将历史乐器发挥出它们独特音响的演奏家，而瓦尔哈正是这样一位满足要求的历史乐器专家。
1947年8月，瓦尔哈在吕贝克圣雅可比教堂（St. Jakobi Church）第一次为Archiv Produktion录制巴赫管风琴全集。此地因其杰出的北日耳曼早期管风琴制造业而闻名，但由于战后经济萧条而使录音工作非常困难。虽然吕贝克的管风琴历史悠久，甚至可以追溯到文艺复兴时期，但由于管风琴的踏板无法发出合适的音响，键盘的八度音差并不准确，加之当地交通带来的噪音，致使他们并不打算在这里录完整个全集。
他们寻找到的第二座合适的管风琴是卡珀尔的Arp Schnitger管风琴。这座管风琴最初是为汉堡的维斯特胡德圣约翰堂建造的，后来在1816年转移到了卡珀尔。因此，从1950年6月至1952年9月，巴赫管风琴全集的录音工作在卡珀尔继续，一些曾在吕贝克录过的曲目在这里被重新录制。
立体声录音技术的发展速度超过了人们的预期，以致在1954年人们认为应该把一些巴赫最为著名的曲目用立体声重新录制。重录计划的第一首就是巴赫的《赋格的艺术》，录于1956年9月，荷兰阿尔克马尔的St. Laurenskerk教堂，同时这也是德意志留声机公司最早的立体声录音。

1968年，用立体声录制巴赫管风琴全集被提到日程上来。由于St. Laurenskerk教堂的管风琴没有长笛音色的音栓，瓦尔哈不得不考虑使用其他管风琴。经过很多努力，最后终于决定使用斯特拉斯堡Saint-Pierre-le-Jeune教堂的西尔伯曼管风琴。1969年9月、1970年5月、1970年秋和1971年5月，瓦尔哈在这里录制完了巴赫管风琴全集。

### 其他录音
他也录制过两次巴赫的平均律钢琴曲集，第一次是1961年1月在汉堡为EMI录制的，第二次是为Archiv Produktion录制的。

## 引言
巴赫开启了通往无限宇宙的天窗。在感受到了一切以后，人们发觉生命还是富有价值的。
Bach opens a vista to the universe. After experiencing him, people feel there is meaning to life after all.
疾病将我永远的和光明世界隔离开了，但它同时又为我打开了铺开了一条通往内在感知的道路。
The disease which cut me off permanently from the visible world also opened up and smoothed for me the way to inner perception.